# Makedonía
Pour les articles homonymes, voir Macédoine.
Makedonía (en grec moderne : Μακεδονία, Macédoine) est un quotidien grec fondé en 1911 et publié à Thessalonique. Il dispose d'une édition du dimanche : Μακεδονία της Κυριακής (Macédoine dimanche).
Fondé par Konstantínos Vellídis, Makedonía est un des plus anciens journaux de Grèce. Le journal traverse actuellement une crise éditoriale : son directeur actuel est le 7e en 12 ans.
Le journaliste Pétros Orologás en fut l'un des contributeurs les plus notables.